# Wild Arms
Wild ARMs (japanisch ワイルドアームズ Wairudo Āmuzu, von englisch wild arms „wilde Waffen“) ist eine Computer-Rollenspielserie, die von Media Vision für die PlayStation und die PlayStation 2 entwickelt und von Sony selbst veröffentlicht wurde. Es handelt sich um Rollenspiele japanischen Typs, das heißt, der Spieler folgt einer linearen Handlung, die er kaum beeinflussen kann, und muss im Laufe des Abenteuers viele Zufallskämpfe meistern (Gegner greifen ohne Vorwarnung an, sie sind in der Spielwelt nicht sichtbar).

## Spielprinzip
Besonderheit der Serie: Der Spieler muss in den vielen Höhlen, Gewölben und Wäldern, die er im Spiel erkundet, ständig Denksportaufgaben lösen, um weiterzukommen. Mal müssen Schalter umgelegt, mal Kisten an bestimmte Stellen verschoben werden, mal gibt es Geschicklichkeitsaufgaben zu lösen. Oft können Rätsel nur unter Einsatz bestimmter „Tools“ (Werkzeuge) gelöst werden. Jeder Charakter findet im Verlauf des Abenteuers einige auf sich zugeschnittene Werkzeuge wie Bomben, Messer, Feuerzeug oder sogar eine Ratte.

## Wild ARMs
System: PlayStation
Veröffentlichungen
- Japan: 20. Dezember 1996[1]
- USA: April 1997
- Europa: Oktober 1998

Charaktere
- Rudy Roughnight
- Jack Van Burace (Schatzsucher und Schwertkämpfer)
- Cecilia Lynn Adlehyde (Magierin)

Der Planet Filgaia ist eine langsam sterbende Welt. Immer mehr Landstriche verwandeln sich allmählich in tote Steppen und Wüsten, wo kein Leben mehr möglich ist. Alle Wild ARMs Spiele spielen in dieser Welt, so auch der erste Teil. Die vielen Städte und Charaktere sind von Western-Filmen inspiriert; entsprechende Western-Musik untermalt das Szenario.
Zur Handlung: Dämonen unter der Führung des Lord Zeikfried wollen ihre diabolische Mutter wiedererwecken, die in einem Schlaftank vor sich hin vegetiert. Zeikfried und seine Untergebenen entwickeln einen Plan. Da kommen die drei Charaktere Rudy, Jack und Cecilia ins Spiel, die letztlich versuchen, den Dämonen die Stirn zu bieten: Rudy ist ein junger Abenteurer, Jack ein Schatzsucher und Cecilia eine unglückliche Prinzessin. Zu Beginn des Spiels steuert der Spieler nur jeweils einen Charakter, um die Helden und ihre Fähigkeiten kennenzulernen. Doch nach wenigen Spielstunden finden die drei Helden zusammen und ziehen gemeinsam los. Nur bei wenigen Gelegenheiten im Spiel trennen sie sich, um sich in den weitverzweigten Labyrinthen gegenseitig zu helfen.
Im Spiel erkundet die Reisegruppe die Spielwelt und sucht dabei immer wieder neue Städte und Labyrinthe auf. Besonderheit: Jeder Charakter hat spezielle Fähigkeiten: Rudy kann Bomben legen, um Hindernisse zu sprengen; Jack kann seine Windmaus Hanpan schicken, um beispielsweise weit entfernte Schalter zu treffen; Cecilia kann zum Beispiel mit ihrer Stoppuhr die Zeit zurückdrehen. In fast jedem Raum gibt es ein Rätsel zu lösen, um weiterzukommen. Jeder Charakter erlernt im Laufe des Spiels weitere Fähigkeiten.
Die Wild-ARMs-Spielwelt wird in 2D-Bitmap-Grafik dargestellt. Sobald ein Zufallskampf beginnt (in Verliesen, Schlössern, freien Ebenen oder Wäldern greifen Gegner ohne Vorwarnung an), wechselt das Spiel in eine 3D-Kampfarena. Kämpfe laufen rundenbasiert ab; der Spieler gibt jedem Charakter pro Kampfrunde einen Befehl wie Angriff, Verteidigung, Gegenstand benutzen oder Magieanwendung. Bei jeder ausgeführten Kampfaktion lädt sich eine Aktionsleiste beim agierenden Charakter auf. Ist der Balken bei 25 %, so kann der Charakter erste Spezialattacken anwenden. Bei weiter gefüllten Balken werden mächtigere Attacken möglich.
Wild ARMs erfindet das Genre der Japano-Rollenspiele nicht neu, wurde aber durch den Western-Stil, die damals sehr hübsche Grafik und die ordentliche Handlung sehr beliebt.

## Wild ARMs 2 (Wild ARMs: 2nd Ignition)
System: PlayStation
Veröffentlichungen
- Japan: Februar 1999 (japanisch ワイルドアームズ セカンドイグニッション Wairudo Āmuzu Sekando Igunisshon)
- USA: April 2000
- Europa: nicht erschienen

Charaktere
- Ashley (Soldat)
- Brad (Bandit)
- Lilka (Magierin)

## Wild ARMs 3 (Wild ARMs: Advanced 3rd)
System: PlayStation 2 und PlayStation 4
Veröffentlichungen
- Japan: März 2002 (japanisch ワイルドアームズ アドヴァンスドサード Wairudo Āmuzu Adovansudo Saado),
- USA: Oktober 2002
- Europa: Februar 2003

Charaktere
- Gallows Carradine
- Jet Enduro
- Virginia Maxwell
- Clive Winslett

## Wild ARMs: Alter Code F
Komplettes 3D-Remake von Wild ARMs 1 – System: PlayStation 2
Veröffentlichungen
- Japan: 27. November 2003 (japanisch ワイルドアームズ アルターコード:エフ Wairudo Āmuzu arutākōdo: Efu)
- USA: 15. November 2005
- Europa: nicht erschienen

Charaktere
Zusätzliche Charaktere zu dem Trio aus dem Original.

## Wild ARMs 4 (Wild ARMs: The 4th Detonator)
System: PlayStation 2
Veröffentlichungen
- Japan: März 2005 (japanisch ワイルドアームズ ザ フォースデトネイター Wairudo Āmuzu Za Fōsu Detoneitā)
- USA: Januar 2006
- Europa: Oktober 2006

Charaktere
- Yulie Ahtreide
- Raquel Applegate
- Jude Maverick
- Arnaud Vasquez

## Wild ARMs 5 (Wild ARMs: The Vth Vanguard)
System: PlayStation 2
Veröffentlichungen
- Japan: Dezember 2006 (japanisch ワイルドアームズ ザ フィフスヴァンガード Wairudo Āmuzu Za Fifusu Vangādo)
- USA: August 2007
- Europa: Offiziell 11. April 2008; sehr geringe Auflage

Charaktere
- Asgard
- Carol Anderson
- Avril Vent Fleur
- Chuck Preston
- Greg Russellberg
- Dean Stark
- Rebecca Streisand

## Wild Arms XF (Wild ARMs Crossfire)
System: PlayStation Portable
Veröffentlichungen
- Japan: 9. August 2007 (japanisch ワイルドアームズ クロスファイア Wairudo Āmuzu Kurosufaia)
- USA: 11. März 2008
- Europa: 28. November 2008

Charaktere
- Clarissa Arwin
- Felius Arwin
- Levin Brenton
- Alexia Lynn Elesius
- Ragnar Blitz Lebrett
- Labyrinthia Wordsworth